# Rừng Larose
Rừng Larose là một khu rừng nhân tạo ở các hạt Prescott và Russell, Ontario, Canada. Khu rừng này nằm cách Ottawa khoảng 60 kilômét (37 mi) về phía đông, đi qua ranh giới thành phố Clarence-Rockland và đô thị The Nation.
Rừng Larose rộng 10.944,7 hécta (27.045 mẫu Anh), là một phần của 71.100.000 hécta (176.000.000 mẫu Anh) rừng ở Ontario. Khu rừng được đặt theo tên của Ferdinand Larose và do chính quyền quận sở hữu và quản lý. Các hoạt động giải trí đa dạng trong khu rừng bao gồm đi bộ đường dài, đi xe đạp leo núi, trượt tuyết, săn bắn và bẫy thú, thưởng ngoạn động vật, cưỡi ngựa, đi xe mô tô và đi xe trượt tuyết. Nơi đây cũng được sử dụng cho các hoạt động khai thác gỗ quy mô nhỏ.
Khu rừng này là khu rừng nhân tạo lớn thứ hai ở miền nam Ontario. Năm 2011, nó được ca ngợi là "nhà lãnh đạo thế giới không được đánh giá cao như một ví dụ về sự bền vững môi trường".

## Lịch sử
Toàn bộ vùng đất Đông Ontario trước kia bao phủ bởi những cây lớn như phong, tuyết tùng trắng, thông trắng và thông rụng lá Bắc Mỹ, cũng như thông đỏ bất cứ nơi nào có đất cát. Ngoại trừ việc săn bắt, bẫy và buôn bán lông thú, nơi đây chứng kiến rất ít sự tác động của con người. Vì lẽ đó, khu vực này vẫn còn nguyên vẹn cho đến cuối thế kỷ 18.
Nhưng do kết quả của các cuộc chiến tranh do Napoléon phát động, vào năm 1805, người Anh cần nguồn gỗ mới cho hải quân và đóng tàu. Điều này dẫn đến sự gia tăng nhanh chóng sản lượng ngành khai thác gỗ dọc theo lưu vực sông Ottawa. Giữa thế kỷ 19, ngành công nghiệp khai thác gỗ đã đạt đến đỉnh cao, những cây thông tuyệt vời nhất đều bị đốn hạ. Để giữ cho các xưởng gỗ ở Lemieux, Fournier, Lalonde, Proulx, Riceville và St. Isidore giữ vững nguồn cung sản lượng, con người bắt đầu thu hoạch những cây gỗ nhỏ hơn. Bên cạnh đó, thảm thực vật còn lại hầu như cũng bị đốt trụi để giải phóng mặt bằng cho nông nghiệp. Hậu quả là hầu hết diện tích các hạt trở thành sa mạc cát thổi.
Sự gián đoạn hoàn toàn của hệ sinh thái gây ra những vấn đề nghiêm trọng. Các dòng sông trước đây chảy quanh năm bắt đầu trở nên khô cạn, các vụ cháy rừng dần mất kiểm soát, đất cát bị xói mòn, thảm thực vật màu mỡ và trù phú hoàn toàn biến mất trong khi các loài khác sinh sôi nảy nở đến mức trở thành loài gây hại. Khu vực này sau đó được gọi là sa mạc Bourget.
Để giải quyết các vấn đề, một dự án khôi phục rừng đã chính thức được khởi xướng vào những năm 1920, dẫn đầu bởi Ferdinand Larose, người đại diện nông nghiệp cho các hạt Prescott và Russell. Năm 1928, Larose thuyết phục Hội đồng hạt Russell mua 1.200 mẫu Anh (490 ha) từ các chủ đất tư nhân để trồng lại rừng ở sa mạc Bourget, và cùng năm đó, ông tiến hành trồng các cây thông đỏ trên phần diện tích 40 hécta (99 mẫu Anh) đầu tiên và giao cho Leo Lapalm của Bourget làm đội trưởng trồng rừng. Chính quyền hạt sở hữu đất, còn việc quản lý là trách nhiệm của Bộ Đất và Rừng Ontario (nay là Bộ Tài nguyên và Lâm nghiệp). Trong khoảng thời gian sau Chiến tranh thế giới thứ hai đến năm 1956, chính quyền đều đặn mua bổ sung khoảng 400 hécta (990 mẫu Anh) mỗi năm.
Quá trình phục hồi rừng được luân phiên tiếp tục trong suốt những thập kỷ sau đó. Trong giai đoạn những năm 1940 và 1950, số cây trồng đã tăng lên khoảng 1 triệu. Ban đầu chủ yếu là cây thông đỏ, thông trắng và vân sam trắng, sau đó đến các loại cây như dương, bulô và các cây rụng lá khác. Đến những năm 1970, phần lớn đất đai đã được phủ xanh trở lại đồng thời quá trình gieo trồng lâm nghiệp cũng giảm xuống về quy mô còn khoảng 200.000 cây mỗi năm. Đến năm 2016, đã có hơn 18 triệu cây được trồng; những cây trồng từ năm 1928 đã có chiều cao lên đến khoảng 27 mét (89 ft).
Năm 2000, trách nhiệm quản lý rừng được giao trở lại cho chính quyền hạt. Đến năm 1989, rừng Larose đã giành được giải thưởng "Forest of the Year" của bang Ontario. Năm 2007, rừng tiếp tục được trao chứng nhận bảo vệ rừng FSC.

## Khí hậu
Dựa trên trạm khí hậu gần nhất ở Russell, nhiệt độ trung bình hàng năm tại rừng Larose là 6,5 °C (43,7 °F) trong giai đoạn 1981-2010, tăng từ 6,2 °C (43,2 °F) trong giai đoạn 1971-2000. Tháng 1 là tháng lạnh nhất trong năm với nhiệt độ trung bình hàng ngày là −10,2 °C (13,6 °F) và tháng 7 là tháng ấm nhất với nhiệt độ trung bình hàng ngày là 20,8 °C (69,4 °F).
Lượng mưa hàng năm là 789,2 milimét (31,07 in) và lượng tuyết rơi là 191,8 xentimét (75,5 in) trên tổng lượng giáng thủy 981,0 milimét (38,62 in). Lớp phủ tuyết vào cuối tháng 1 và tháng 2 có độ dày 23 và 22 xentimét (9,1 và 8,7 in).
Do khí hậu này, rừng Larose nằm trong vùng chịu lạnh thực vật 5a.

## Sinh thái học
Rừng Larose là một hòn đảo có rừng trong cảnh quan nông nghiệp chủ yếu của vùng đất thấp Saint Lawrence. Nó có thể được chia thành ba khu sinh thái chính: rừng trồng gỗ mềm, cây phong đỏ và vùng đất ngập nước. Những khu vực này chứa rất nhiều động vật có vú, chim, bò sát, lưỡng cư, côn trùng, cá, thực vật có mạch và nấm. Các động vật phổ biến nhất bao gồm hươu, hải ly, nai sừng, rùa, bướm và chim săn mồi.
Các loại đất chủ yếu là cát mịn có tính axit, thoát nước tốt của vùng cao, đất Rubicon thoát nước không hoàn toàn và đất Saint-Samuel thoát nước kém, tất cả đều có hình dạng podzol cổ điển ở các khu vực không bị xáo trộn.

### Hệ thực vật

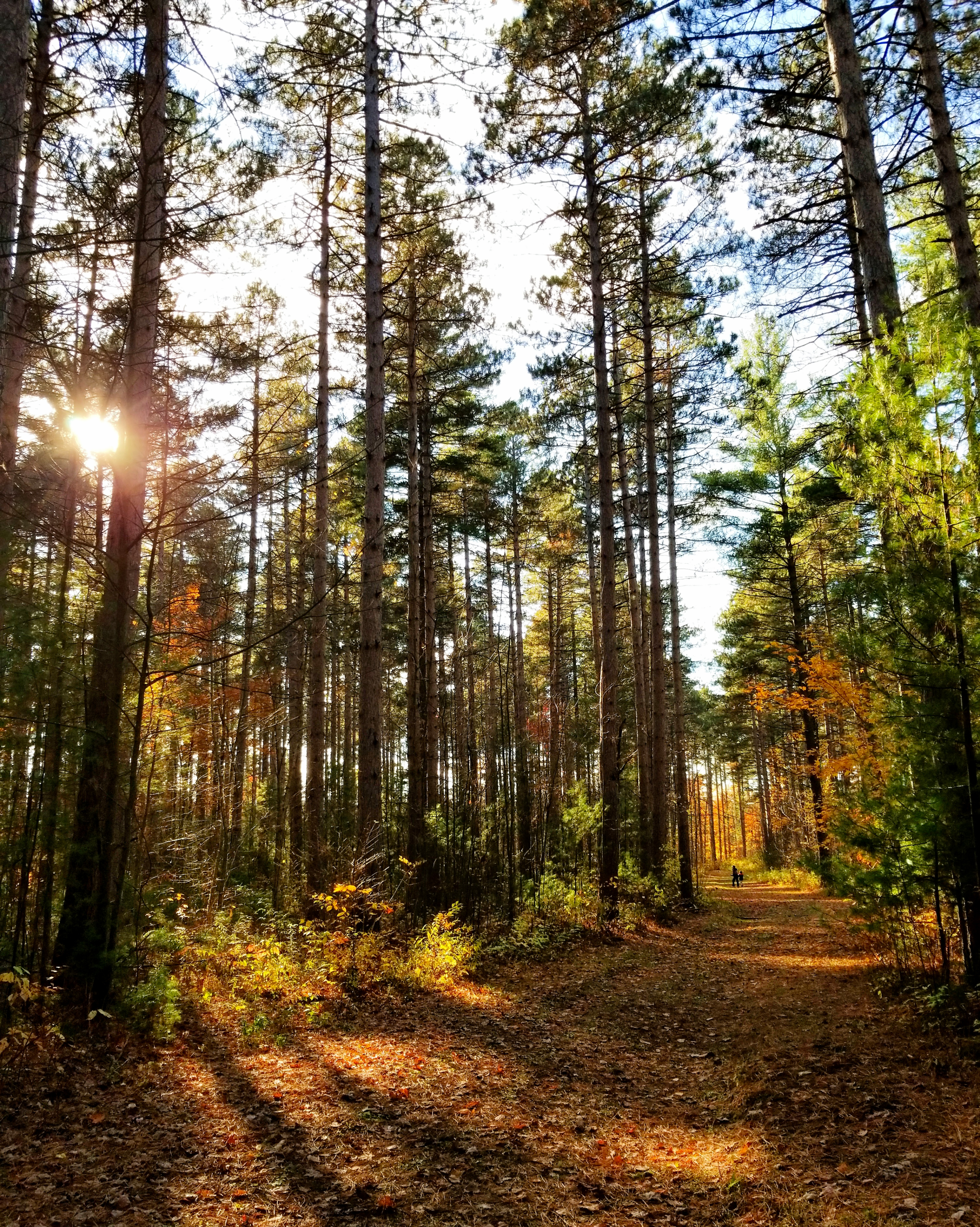
Rừng Larose tháng 10 năm 2019

Tính đến tháng 4 năm 2015, có 673 loài thực vật có mạch khác nhau tồn tại trong rừng Larose, bao gồm 77 loài có ý nghĩa quyết định đến vùng, 8 loài dễ bị tổn thương hoặc có nguy cơ tuyệt chủng, cũng như 1 loài cực kỳ nguy cấp ở Ontario (địa lan lớn hoa tím: Platanthera grandiflora).
Sau đây là những loài cây chiếm ưu thế trong rừng Larose:
- Lá rộng (khoảng 30% lâm phần): 
  - thích ba lá (Acer negundo)
  - bạch dương lá dương (Betula populifolia)
  - dương (Populus spp.)
  - cây phong bạc (Acer saccharinum)
- Cây lá kim (khoảng 57% lâm phần): 
  - thông rụng lá (Larix spp.)
  - thông đỏ Bắc Mỹ (Pinus resinosa)
  - thông trắng
  - vân sam trắng Canada (Picea glauca)

### Động vật
Có 29 loài động vật có vú được tìm thấy trong rừng Larose, bao gồm các loài săn thú lớn như nai, (Alces alces), hươu đuôi trắng (Odocoileus virginianus) và gấu đen Bắc Mỹ (Ursus americana). Các loài khác gồm có sói đồng cỏ (Canis latrans), cáo đỏ (Vulpes vulpes), chồn nâu châu Mỹ (Mustela vison), gấu mèo (Procyon lotor), thỏ chân tuyết (Lepus americanus) và hải ly Canada (Castor canadensis).
Số lượng cá thể nai đã giảm đáng kể trong những năm 1990 và 2000. Trong khi vào năm 1994, mật độ của nai sừng tấm trong rừng Larose là 7,0 con nai trên 10 km 2, thì con số này đã giảm xuống còn 2,2 trên 10 km 2 vào năm 2007. Trong điều kiện tối ưu, rừng Larose có thể duy trì số lượng nai nhiều gấp bốn lần.
Tính đến tháng 9 năm 2016, 144 loài chim đã được quan sát trong rừng Larose, bao gồm 93 loài được xác nhận sinh sản ở đó.
Tính đến tháng 5 năm 2015, các nhà quan sát cho rằng có 19 loài bò sát và lưỡng cư sinh sống trong rừng Larose, bao gồm:
- kỳ nhông đốm xanh (Ambystoma laterale)
- kỳ giông lưng đỏ miền đông (Plethodon cinereus)
- sa giông miền đông (Notophthalmus viridescens)
- nhái cây xám (Hyla versicolor)
- ễnh ương beo (Lithobates catesbeianus)
- ếch xanh (Lithobates clamitans)
- ếch báo Bắc Mỹ (Lithobates pipiens)
- ếch rừng (Lithobates sylvaticus)
- rùa đớp (Chelydra serpentina) - được chỉ định là loài đặc biệt quan tâm[14]
- rùa gấm Midland (Chrysemys picta) - được chỉ định là Loài đặc biệt quan tâm
- rùa Blanding (Emydoidea blandingii) - được chỉ định có nguy cơ tuyệt chủng
- rắn nịt phương Đông (Thamnophis sirtalis sirtalis)
- rắn chuông đỏ (Storeria occipitomaculata)

### Nấm
Tính đến tháng 9 năm 2007, 506 loài nấm đã được tìm thấy trong rừng Larose. Đến tháng 9 năm 2016, 70 loài địa y cũng được xác định, trong đó có 2 loài hiếm hoặc có ý nghĩa khu vực hoặc cấp bang. Ngoài ra, có 11 loài địa tiền và 55 loài rêu, trong đó có 6 loài dễ bị tổn thương ở Ontario.